# Boreoheptagyia nipponica
Boreoheptagyia nipponica är en tvåvingeart som först beskrevs av Tokunaga 1937.  Boreoheptagyia nipponica ingår i släktet Boreoheptagyia och familjen fjädermyggor. Inga underarter finns listade i Catalogue of Life.